# Supercoppa d'Europa 1992-1993 (hockey su pista)
La Supercoppa d'Europa 1992-1993 è stata la 13ª edizione dell'omonima competizione europea di hockey su pista. Alla manifestazione hanno partecipato gli spagnoli del Liceo La Coruña, vincitore della Coppa dei Campioni 1991-1992, e gli italiani del Roller Monza, vincitore della Coppa delle Coppe 1991-1992.
A conquistare il trofeo è stato il Liceo La Coruña al quarto successo nella sua storia.

## Squadre partecipanti
| Club            | Qualificazione                     | Partecipazioni precedenti (il grassetto indica la vittoria) |
| --------------- | ---------------------------------- | ----------------------------------------------------------- |
| Liceo La Coruña | Detentore della Coppa dei Campioni | 1987-1988, 1988-1989, 1990-1991                             |
| Roller Monza    | Detentore della Coppa delle Coppe  | 1989-1990                                                   |

## Risultati
| Squadra 1       | Totale  | Squadra 2    | Andata | Ritorno |
| --------------- | ------- | ------------ | ------ | ------- |
| Liceo La Coruña | 15 - 10 | Roller Monza | 9 – 6  | 6 – 4   |

| La Coruña 11 dicembre 1992 Finale di andata | Liceo La Coruña | 9 – 6 | Roller Monza | Pazo dos Deportes de Riazor |

| Brugherio 18 dicembre 1992 Finale di ritorno | Roller Monza | 4 – 6 | Liceo La Coruña | Palazzetto Paolo VI° |